# Ooctonus vulgatus
Ooctonus vulgatus är en stekelart som beskrevs av Alexander Henry Haliday 1833. Ooctonus vulgatus ingår i släktet Ooctonus och familjen dvärgsteklar. Arten är reproducerande i Sverige. Inga underarter finns listade i Catalogue of Life.